# Fibertex Personal Care
Fibertex Personal Care A/S er en dansk producent af ikke vævede fibertekstiler med hovedsæde i Aalborg. Virksomheden blev stiftet 1. januar 2011 ved at den blev fraspaltet Fibertex Nonwovens A/S. Indtil 1. januar 2011 var Fibertex Personal Care A/S en del af Fibertex A/S. Fibertex Personal Care A/S er ejet af industrikonglomeratet Schouw & Co A/S, som også ejer Fibertex Nonwovens A/S.
Det gennemsnitlige antal medarbejdere var 350 (2010). Virksomheden har et datterselskaber i Malaysia, USA og Tyskland. Udover nonwovens (ikke-vævede tekstiler) leverer Fibertex Personal Care-gruppen også print på nonwovens til hygiejneindustrien - under navnet Innowo Print. Fibertex Personal Care har printfaciliteter på fabrikkerne i Tyskland & USA.
Fibertex Personal Care's fibertekstiler bruges i en række produkter indenfor personlig pleje.